# North Carolina State University

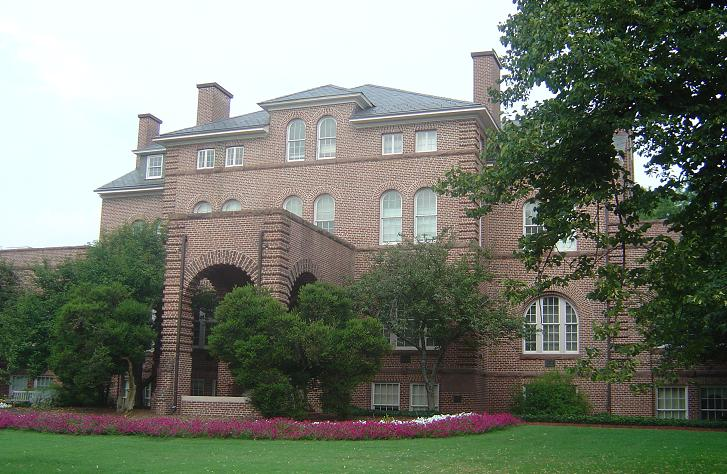
Holladay Hall

Die North Carolina State University (auch NCSU genannt) ist eine staatliche Universität in Raleigh. Die Universität wurde am 7. März 1887 gegründet. Sie ist die größte Universität North Carolinas.

## Institute

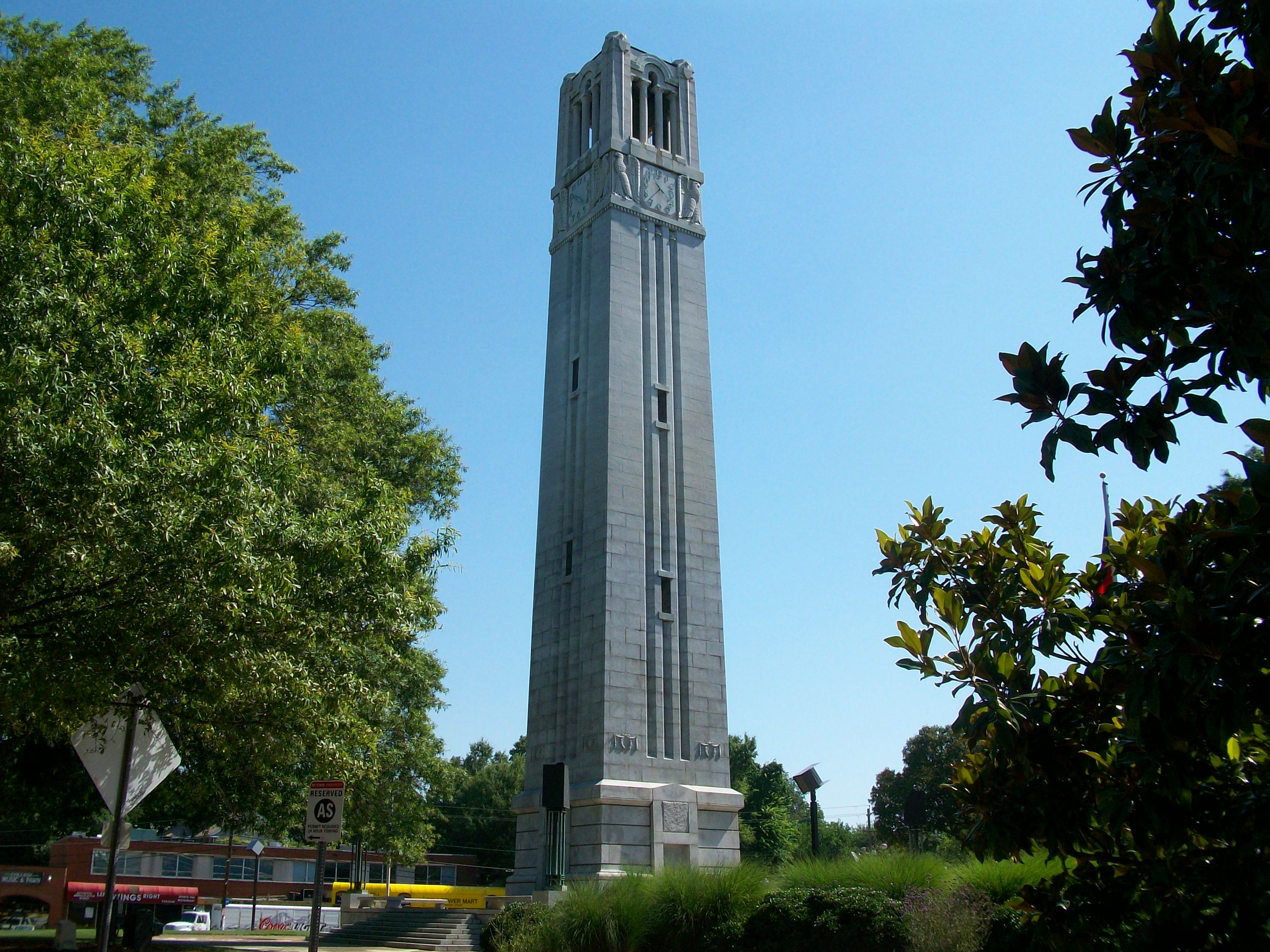
Glockenturm auf dem Campus der NCSU

Die NCSU ist mit Stand 2021 untergliedert in:
- Design (College of Design), einschließlich Architektur und Landschaftsplanung
- Geistes- und Sozialwissenschaften (College of Humanities and Social Sciences), einschließlich Fremdsprachen, Philosophie, Psychologie und Sozialarbeit
- Ingenieurwissenschaften (College of Engineering), einschließlich Informatik, Materialwissenschaften und Nukleartechnik
- Landwirtschaft und Biowissenschaften (College of Agriculture and Life Sciences)
- Natürliche Ressourcen (College of Natural Resources), inklusive Forstwirtschaft
- Pädagogik (College of Education)
- Wirtschaftswissenschaften (Poole College of Management)
- Wissenschaften (College of Sciences), mit Biowissenschaften, Chemie und Mathematik
- Textilforschung (Wilson College of Textiles)
- Tiermedizin (College of Veterinary Medicine)
- University College mit Angeboten für Bachelorstudenten, beispielsweise Musik und Theater
- The Graduate School

## Zahlen zu den Studierenden
Im Herbst 2020 waren 36.042 Studierende an der NCSU eingeschrieben. Davon strebten 26.150 (72,6 %) ihren ersten Studienabschluss an, sie waren also undergraduates. Von diesen waren 48 % weiblich und 52 % männlich; 8 % bezeichneten sich als asiatisch, 6 % als schwarz/afroamerikanisch, 7 % als Hispanic/Latino und 68 % als weiß. 9.892 (27,4 %) arbeiteten auf einen weiteren Abschluss hin, sie waren graduates.
2014 waren es 34.767 Studierende gewesen, 2006 rund 30.000.

## Sport

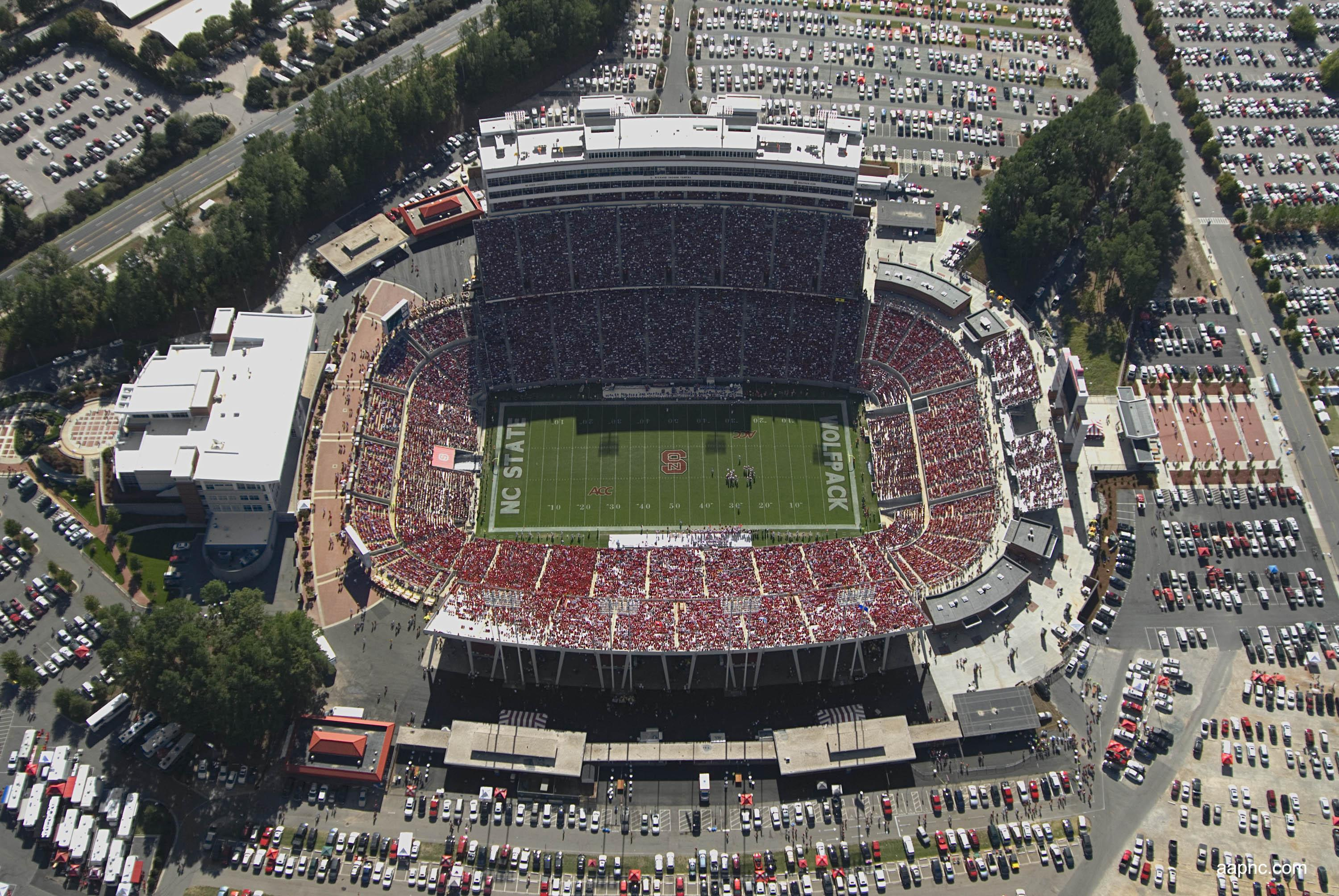
Carter-Finley Stadium

Die Sportteams der NCSU nennen sich das Wolfpack. Die Universität ist Mitglied der Atlantic Coast Conference. Die Footballmannschaft trägt ihre Heimspiele im Carter-Finley Stadium aus. Das Maskottchen ist ein Tamaskan namens Tuffy.

## Berühmte Absolventen
- Steve Angel (* 1956) – CEO Linde plc
- Joseph Aucoin (* 1957) – Marineoffizier
- Deborah E. Citrin – Radioonkologin
- Bill Cowher (* 1957) – Footballtrainer
- Richard Curtis (* 1956) – Drehbuchautor und Regisseur
- John Edwards (* 1953) – Senator und Bewerber zur US-Präsidentschaftswahl 2004
- Panagiotis Fasoulas (* 1963) – griechischer Basketballspieler und Politiker
- Charlotte Flair (* 1986) – Wrestlerin
- Roman Gabriel (1940–2024) – American-Football-Spieler
- Robert Gibbs (* 1971) – Pressesprecher des Weißen Hauses unter Präsident Obama
- Mike Glennon (* 1989) – American-Football-Spieler
- Steven Hauschka (* 1985) – American-Football-Spieler
- George Hegamin (* 1973) – American-Football-Spieler
- Wes Jackson (* 1936) – Biologe
- Markus Kuhn (* 1986) – American-Football-Spieler
- Pablo Mastroeni (* 1976) – Fußballspieler
- Nate McMillan (* 1964) – Basketballtrainer
- Josh Powell (* 1983) – Basketballspieler
- Philip Rivers (* 1981) – American-Football-Spieler
- David Thompson (* 1954) – Basketballspieler
- T. J. Warren (* 1993) – Basketballspieler
- Adrian Wilson (* 1979) – American-Football-Spieler
- Russell Wilson (* 1988) – American-Football-Spieler
- Mario Williams (* 1985) – American-Football-Spieler